# Will Somebody Save Us
Will Somebody Save Us er den første EP af det danske band SAVEUS. EP'en udkom den 20. januar 2017 på Copenhagen Records og Universal Music. Førstesinglen "Levitate Me" havde premiere på P3 Guld i oktober 2015 og toppede på en 11. plads. EP'en toppede på en 5. plads på den danske hitliste.

## Spor
| #  | Titel                           | Tekst            | Musik            | Længde |
| -- | ------------------------------- | ---------------- | ---------------- | ------ |
| 1. | "Will Somebody Save Us"         | Martin Hedegaard | Martin Hedegaard | 4:09   |
| 2. | "Good Times"                    | Hedegaard        | Hedegaard        | 3:42   |
| 3. | "How Did I"                     | Hedegaard        | Hedegaard        | 4:33   |
| 4. | "Levitate Me"                   | Hedegaard        | Hedegaard        | 3:19   |
| 5. | "Everchanging"                  | Hedegaard        | Hedegaard        | 3:47   |
| 6. | "Levitate Me - Rationale Remix" | Hedegaard        | Hedegaard        | 3:43   |